# Le Monde merveilleux de Paul Gilson
Le Monde merveilleux de Paul Gilson est une émission de télévision de la deuxième chaîne de l'Office de radiodiffusion-télévision française de 1973.

## Présentation
Émission de télévision de Frédéric Jacques Temple, Nino Frank et Philippe Agostini, Le Monde merveilleux de Paul Gilson est réalisée par Philippe Agostini, et diffusée le dimanche 27 mai 1973 à 20 H 35 sur la deuxième chaîne de l'Office de radiodiffusion-télévision française avec les voix de Paul Gilson, Marcel Herrand, François Périer et Armand Lanoux et les témoignages de Blaise Cendrars, Pierre Mac Orlan, René Clair, Michel Robida, Serge et Étienne Lalou, sur une musique de Jean Wiéner dirigée par André Girard.
Mort dix ans auparavant, Paul Gilson, journaliste d'une qualité exceptionnelle, directeur des programmes artistiques de la Radiodiffusion-télévision française de 1946 à 1963, a laissé un souvenir profond à tous ceux qui l'ont écouté. Mais ce grand animateur était aussi un poète né, hanté par des rêveries fantastiques, ébloui par le monde qui l'entourait. Cette évocation est présente sous forme d'un spectacle où l'on découvre, à la suite d'un meneur de jeu romantique campé par Robert Etcheverry, les lieux où a vécu Paul Gilson (Paris, New-York et San Francisco) et les images et les rêves qui ont peuplé sa vie : le cinéma, le cirque, le théâtre, la poésie et les contes.
Pour illustrer cette évocation des extraits des films qu'il aimait sont proposés : Une vie de chien et Charlot policeman de Charlie Chaplin, Le Grand Méliès de Franju, Le Voyage fantastique et Le Locataire diabolique de Méliès, Amboise cow-boy de Mack Sennett, Malec forgeron et Les Cops de Buster Keaton, Entr'acte de René Clair, King Kong de Merian C. Cooper et Ernest B. Schoedsack, Alice au pays des merveilles de Norman Z. McLeod, L'Ange bleu de Josef von Sternberg, Peter Ibbetson de Henry Hathaway.
Des extraits de ses pièces Miss Nobody, L'homme qui a perdu son ombre, Milord l'Arsouille et Ex-Napoléon sont interprétés par Robert Etcheverry, Jean Topart, Claudine Coster, Robert Favart et Germaine Montero. La Complainte de Fantomas est chantée et quelques-uns des poèmes du recueil de Paul Gilson sont dits ou parfois chantés par Caroline Cler et Catherine Sauvage. Enfin, le conte de La bête qui mangeait les jouets est mis en scène, en partie dans la maison et le parc de la propriété des bords de Loire où Paul Gilson vécut ses derniers moments et près de laquelle il repose.